# Феодосий (Вятка)
Епископ Феодосий (Вятка или Вятко; XVI век) — епископ Русской православной церкви, епископ Рязанский и Муромский.

## Биография
С августа 1566 года — архимандрит Московского Спасо-Андрониева монастыря.
В 1568 году ездил в Соловецкий монастырь для собирания обвинительного материала против бывшего настоятеля этого монастыря, митрополита Филиппа (Колычёва).
В 1569 году сопровождал царя Иоанна IV в Новгород.
С конца ноября 1570 года — настоятель Троице-Сергиева монастыря и духовник царя Ивана Грозного
В 1571 году подписался под клятвенной записью на верность царю.
В 1572 году присутствовал на соборе, разрешившем царю Иоанну вступить в четвёртый брак и избравшем нового митрополита Антония.
По окончании собора сопутствовал царю Иоанну при посещении им Новгорода и 23 июня участвовал в торжественной встрече Владимирской иконы Божией Матери.
В 1573 году хиротонисан во епископа Рязанского. Управлял епархией всего один год. Сведений о епископском служении Феодосия в Рязани не сохранилось. 
Скончался после 1580 года.